# Vil·la Remei (Lleida)
Vil·la Remei és una casa de Lleida protegida com a bé cultural d'interès local.

## Descripció
Habitatge unifamiliar aïllat de planta baixa i pis. De les quatre façanes destaca la cantonada amb forma de torre, emfatitzant l'accés principal. Es tracten els forats de la pell de les façanes molt especialment. Estructura de murs de càrrega i forjats de fusta. Façana d'obra arrebossada que s'ha restaurat i maó vist a les obertures.